# Neobisium pyrenaicum
Neobisium pyrenaicum är en spindeldjursart som beskrevs av Jacqueline Heurtault 1980. Neobisium pyrenaicum ingår i släktet Neobisium och familjen helplåtklokrypare. Inga underarter finns listade i Catalogue of Life.